# ルーベン・アマロ・ジュニア
ルーベン・アマロ・ジュニア（Rubén Amaro, Jr., 1965年2月12日 - ）は、アメリカ合衆国ペンシルベニア州フィラデルフィア出身の元プロ野球選手（外野手）、GM、野球指導者。右投両打。
同名の父は遊撃手として主にニューヨーク・ヤンキースとフィラデルフィア・フィリーズで活躍した。

## 経歴

### 現役時代
1987年のMLBドラフト11巡目（全体291位）でカリフォルニア・エンゼルスから指名され、4年間マイナーで下積み生活を送った。
1991年6月8日のデトロイト・タイガース戦でメジャーデビューしたが、翌1992年にフィラデルフィア・フィリーズへ移籍した。
1994年にクリーブランド・インディアンスに移籍して控えの外野手として重宝されたが、この年の後半にマニー・ラミレスが好調だったためマイナー落ちした。
1996年に再度フィリーズに移籍に移籍するも、1998年に引退した。

### フロント入り後
引退後すぐにフィリーズのフロント入りし、エド・ウェイドGMに師事しながらスカウト部長としてライアン・ハワード、チェイス・アトリー、コール・ハメルズといった2008年の世界一メンバーを指名したり、ドモニク・ブラウンを発掘するなど若手の発掘でファーム組織の底上げで評価を上げた。
2005年にはパット・ギリックGM就任でGM補佐に就任。ギリック就任で若手の育成を加速させチームを上位争いに導く成果を上げた。2005年オフからは選手の契約更改での交渉の大役をギリックから指名されたほか、FAになっている選手の下調べを行い、FA獲得の直接交渉も任されることになった。

### GM就任
2008年のリーグ優勝時にはトレード交渉も任されるなど全てのGM任務を経験した。シーズンオフに、ギリックが高齢で勇退したためGMに就任した。
2009年から2011年にかけてはフィリーズが黄金期の真っ只中のため、有望選手をトレードの駒にして惜しみなく使って下位に沈む他球団の主力選手を獲得したが、そのツケが2012年の3位転落で黄金期が終焉した。その後は主力選手を出して控えの選手ながら主力級の評価がある選手を取るも結局打開出来ず再建に回らざるを得ない結果になり、2015年9月10日に解任された。

### コーチ時代
2015年10月25日、2016年シーズンよりボストン・レッドソックスの一塁コーチに就任すると発表された。
2018年シーズンからはニューヨーク・メッツの一塁コーチを務める。

## 詳細情報

### 年度別打撃成績
| 年 度    | 球 団    | 試 合 | 打 席 | 打 数 | 得 点 | 安 打 | 二 塁 打 | 三 塁 打 | 本 塁 打 | 塁 打 | 打 点 | 盗 塁 | 盗 塁 死 | 犠 打 | 犠 飛 | 四 球 | 敬 遠 | 死 球 | 三 振 | 併 殺 打 | 打 率 | 出 塁 率 | 長 打 率 | O P S |
| -------- | -------- | ----- | ----- | ----- | ----- | ----- | -------- | -------- | -------- | ----- | ----- | ----- | -------- | ----- | ----- | ----- | ----- | ----- | ----- | -------- | ----- | -------- | -------- | ----- |
| 1991     | CAL      | 10    | 26    | 23    | 0     | 5     | 1        | 0        | 0        | 6     | 2     | 0     | 0        | 0     | 0     | 3     | 1     | 0     | 3     | 1        | .217  | .308     | .261     | .569  |
| 1992     | PHI      | 126   | 427   | 374   | 43    | 82    | 15       | 6        | 7        | 130   | 34    | 11    | 5        | 4     | 2     | 37    | 1     | 9     | 54    | 11       | .219  | .303     | .348     | .651  |
| 1993     | PHI      | 25    | 58    | 48    | 7     | 16    | 2        | 2        | 1        | 25    | 6     | 0     | 0        | 3     | 1     | 6     | 0     | 0     | 5     | 1        | .333  | .400     | .521     | .921  |
| 1994     | CLE      | 26    | 25    | 23    | 5     | 5     | 1        | 0        | 2        | 12    | 5     | 2     | 1        | 0     | 0     | 2     | 0     | 0     | 3     | 0        | .217  | .280     | .522     | .802  |
| 1995     | CLE      | 28    | 68    | 60    | 5     | 12    | 3        | 0        | 1        | 18    | 7     | 1     | 3        | 2     | 0     | 4     | 0     | 2     | 6     | 1        | .200  | .273     | .300     | .573  |
| 1996     | PHI      | 61    | 130   | 117   | 14    | 37    | 10       | 0        | 2        | 53    | 15    | 0     | 0        | 1     | 0     | 9     | 0     | 3     | 18    | 3        | .316  | .380     | .453     | .833  |
| 1997     | PHI      | 117   | 200   | 175   | 18    | 41    | 6        | 1        | 2        | 55    | 21    | 1     | 1        | 0     | 2     | 21    | 0     | 2     | 24    | 4        | .234  | .320     | .314     | .634  |
| 1998     | PHI      | 92    | 117   | 107   | 7     | 20    | 5        | 0        | 1        | 28    | 10    | 0     | 0        | 1     | 3     | 6     | 0     | 0     | 15    | 1        | .187  | .224     | .262     | .486  |
| MLB：8年 | MLB：8年 | 485   | 1051  | 927   | 99    | 218   | 43       | 9        | 16       | 327   | 100   | 15    | 10       | 11    | 8     | 88    | 2     | 16    | 128   | 22       | .235  | .310     | .353     | .663  |

### 背番号
- 30（1991年、1994年）
- 33（1992年 - 1993年、1998年）
- 20（1995年、2016年 - ）
- 37（1996年 - 1997年）